# Горовой, Александр Иванович
Александр Иванович Горовой (укр. Олександр Іванович Горовий; род. 20 мая 1950) — советский и украинский тренер; Заслуженный тренер Украинской ССР (1988), Заслуженный работник физической культуры и спорта Украины (2012 год, как первому тренеру олимпийской чемпионки по гребле Анастасии Коженковой).

## Биография
Родился 20 мая 1950 года в Киеве.
Окончил в 1988 году Киевский институт физической культуры.
В 1976—1991 годах работал тренером юниорской сборной команды СССР. С 1993 года — старший тренер национальной сборной команды Украины по академической гребле. В настоящее время работает в детско-юношеской спортивной школе олимпийского резерва по академической гребле «Буревестник» города Киева.
А. И. Горовой тренировал призёров Олимпийских Игр, чемпионов и призеров чемпионатов мира и Европы; в их числе:
- Александр Надтока[5],
- Анастасия Коженкова[5],
- Ирина Калимбет[6],
- Наталья Губа[7].